# Raión de Dólgoye
El raión de Dólgoye (ruso: Должа́нский райо́н) es un distrito administrativo y municipal (raión) ruso perteneciente a la óblast de Oriol. Se ubica en el sureste de la óblast. Su capital es Dólgoye.
En 2023, el raión tenía una población de 8684 habitantes.
El raión es limítrofe al este con la óblast de Lípetsk y al sur con la óblast de Kursk.

## Subdivisiones
Comprende el asentamiento de tipo urbano de Dólgoye (la capital, que forma un ayuntamiento urbano sin pedanías) y 78 localidades rurales. Estas últimas se agrupan en los siguientes siete asentamientos rurales:
- Výshneye Olshánoye
- Dubrovka
- Kozma-Demyánovskoye
- Kudínovo (con capital en Nikólskoye)
- Rogatik
- Urynok
- Uspénskoye (con capital en Vygon)